# Parobrimus
Parobrimus is een geslacht van Phasmatodea uit de familie Pseudophasmatidae. De wetenschappelijke naam van dit geslacht is voor het eerst geldig gepubliceerd in 1896 door Scudder.

## Soorten
Het geslacht Parobrimus omvat de volgende soorten:
- Parobrimus cervicollis Conle, Hennemann & Gutiérrez, 2011
- Parobrimus dendrokomus (Günther, 1930)
- Parobrimus dicranocollis Conle, Hennemann & Gutiérrez, 2011
- Parobrimus horridus (Carl, 1913)
- Parobrimus immanis (Scudder, 1869)
- Parobrimus monstrosus Conle, Hennemann & Gutiérrez, 2011
- Parobrimus strangulatus (Hebard, 1919)